# Klintsläktet
Klintsläktet (Centaurea) är ett släkte i familjen korgblommiga växter med ca 450 arter från Eurasien och norra Afrika. Flera arter är numera naturaliserade över hela världen. 
Nyare genetisk forskning visar att släktet bör delas in i flera mindre, se även blåklintssläktet, doftklintssläktet, rosenklintssläktet och jätteklintssläktet.
De är ett-  till fleråriga örter med upprätt, grenig stjälk, sällan enkel. Bladen är strödda, hela eller parflikiga. Blomkorgarna är toppställda och vanligen ensamma. Holkfjällen är tegellagda med en hinnartad fransig kant. Mellan de egentliga blommorna sitter fjäll eller hår. Blommorna är rör- eller trattlika, vita, gula, rödvioletta till blå. De yttre blommorna ofta sterila skyltblommor och större än de inre. Frukten är slät och har vanligen en hårpensel. 
Redan Hippokrates (400 f. Kr.) använde släktnamnet Centaurea om en läkeört, som sedan Linné tog över och använde för klintarna.

## Etymologi
Centaurea kan härledas från Centaur (på svenska stavat Kentaur), hästmänniskan i grekisk mytologi. En av kentaurerna, Keiron, lärde mänskligheten om växters helande verkan.

   

## Bildgalleri

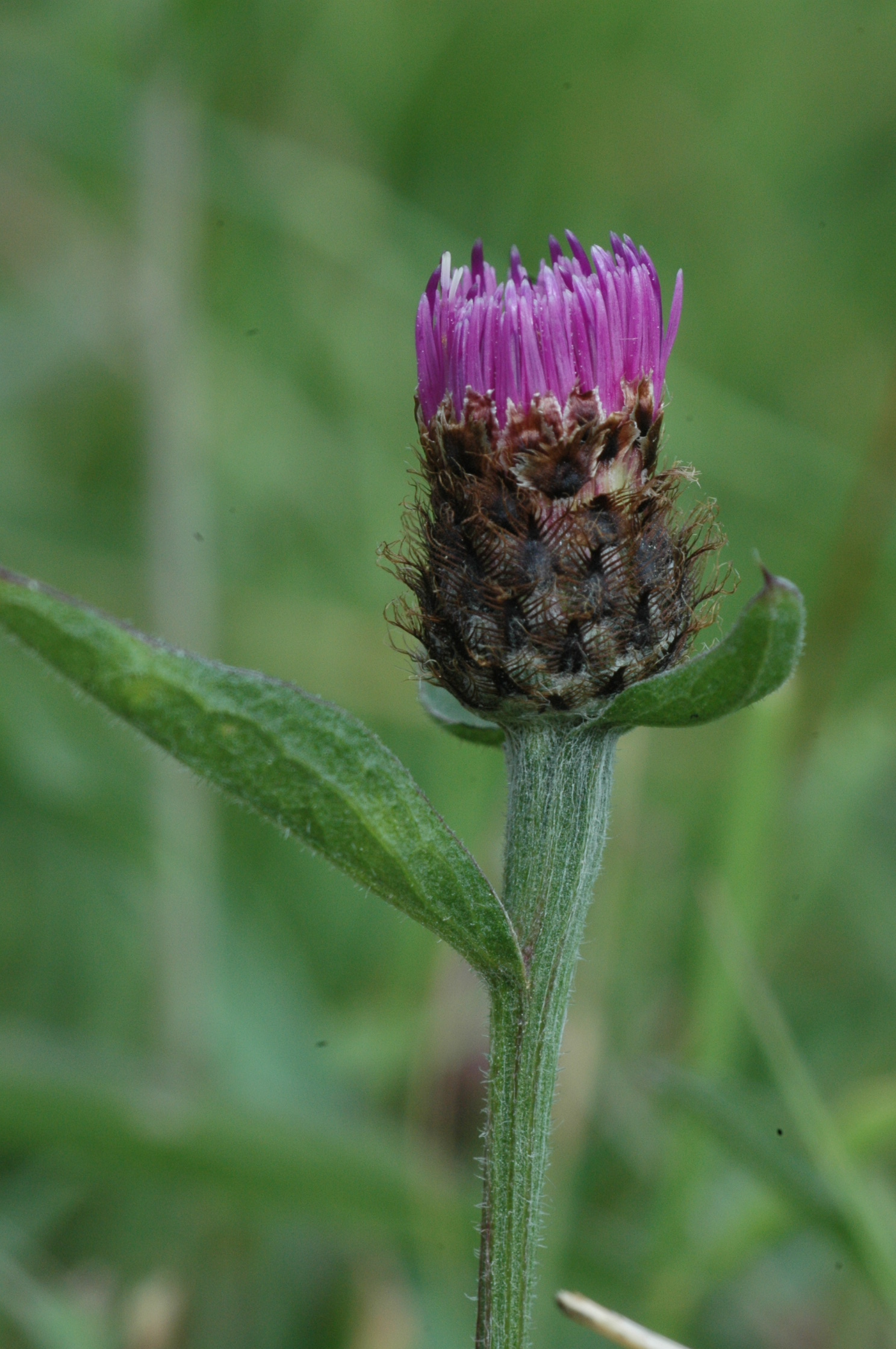
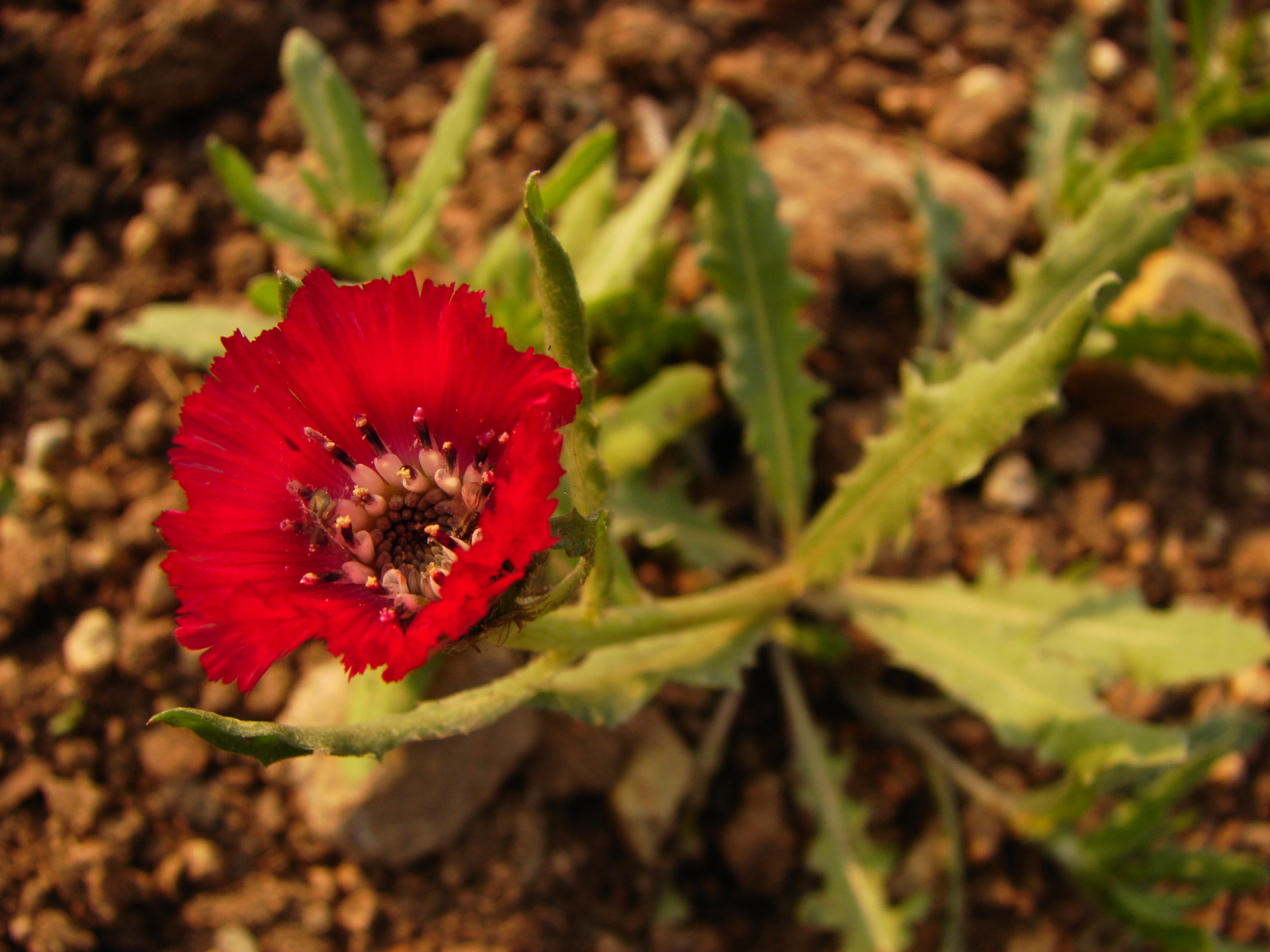
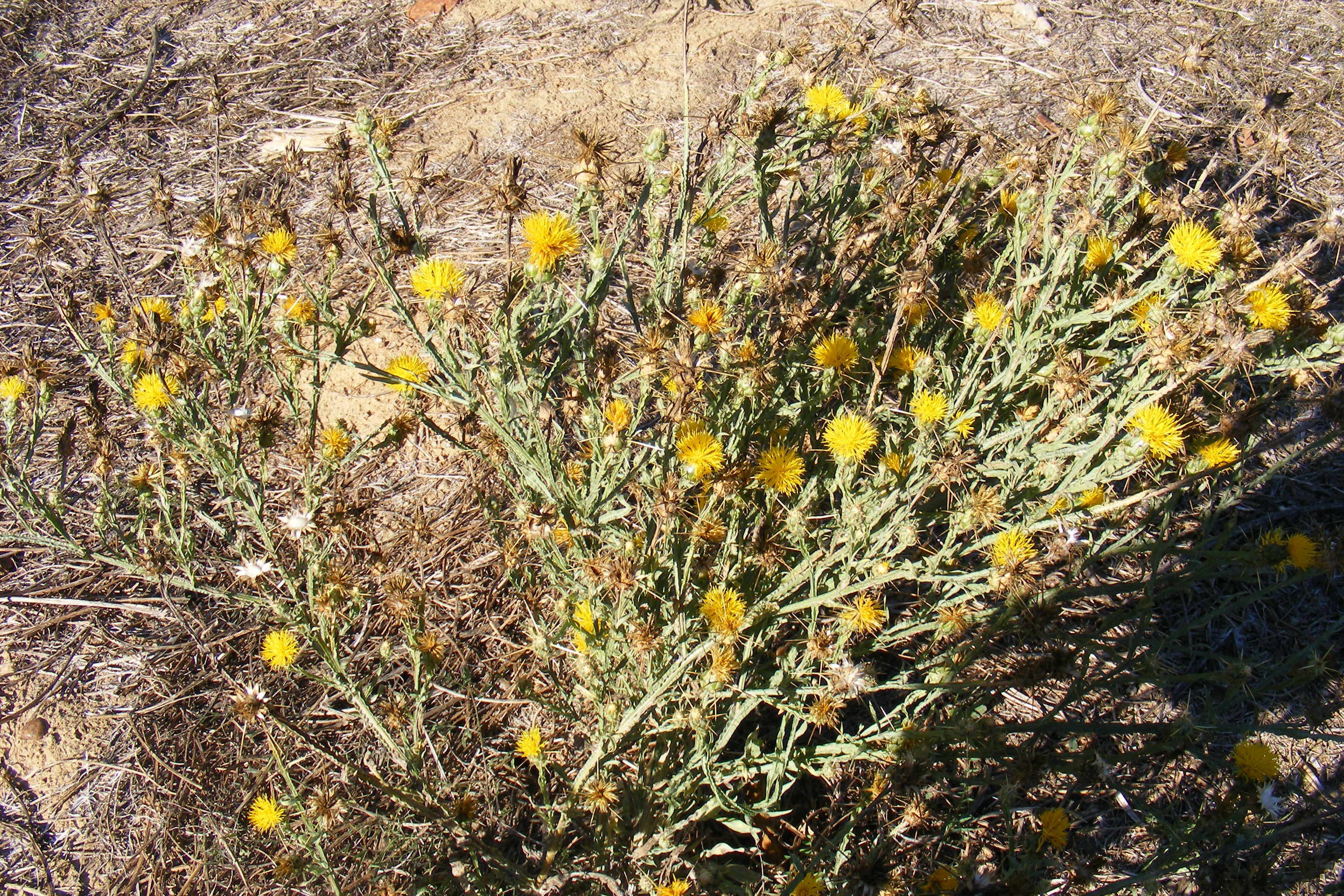
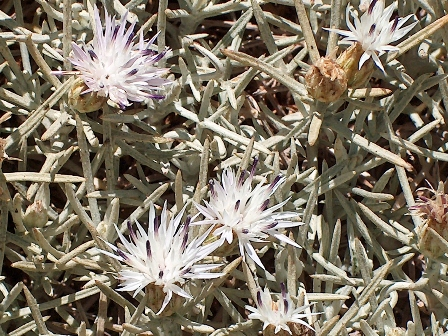

## Dottertaxa till Klintar, i alfabetisk ordning[1]
- Centaurea acarnanica
- Centaurea acaulis
- Centaurea achaia
- Centaurea acicularis
- Centaurea acutangula
- Centaurea aegialophila
- Centaurea aegyptiaca
- Centaurea aemulans
- Centaurea aeolica
- Centaurea aetaliae
- Centaurea aetolica
- Centaurea affinis
- Centaurea africana
- Centaurea aggregata
- Centaurea ahverdovii
- Centaurea akamantis
- Centaurea aladaghensis
- Centaurea alaica
- Centaurea alba
- Centaurea albanica
- Centaurea albinervis
- Centaurea albofimbriata
- Centaurea albonitens
- Centaurea alexandrina
- Centaurea ali-beyana
- Centaurea alveicola
- Centaurea amadanensis
- Centaurea amaena
- Centaurea amanicola
- Centaurea amasiensis
- Centaurea ambigua
- Centaurea amblensis
- Centaurea ammocyanus
- Centaurea amourensis
- Centaurea amplifolia
- Centaurea andresiana
- Centaurea andresii
- Centaurea androssovii
- Centaurea antalyensis
- Centaurea antennata
- Centaurea anthemifolia
- Centaurea antiochia
- Centaurea antitauri
- Centaurea aphrodisea
- Centaurea aplolepa
- Centaurea appendicata
- Centaurea arabica
- Centaurea arachnoidea
- Centaurea arenaria
- Centaurea argentea
- Centaurea argyrophylla
- Centaurea arifolia
- Centaurea aristata
- Centaurea armena
- Centaurea arrectispina
- Centaurea arrigonii
- Centaurea arvillei
- Centaurea ascalonica
- Centaurea aspera
- Centaurea aspromontana
- Centaurea atacamensis
- Centaurea athoa
- Centaurea atlantica
- Centaurea atlantis
- Centaurea atropurpurea
- Centaurea attica
- Centaurea aucheri
- Centaurea aurea
- Centaurea austroanatolica
- Centaurea austromaroccana
- Centaurea avilae
- Centaurea aziziana
- Centaurea babylonica
- Centaurea bachtiarica
- Centaurea barcinonensis
- Centaurea behen
- Centaurea beltrami
- Centaurea benedicta
- Centaurea besseriana
- Centaurea bieberetsinii
- Centaurea bimorpha
- Centaurea biokovensis
- Centaurea blancheana
- Centaurea boissieri
- Centaurea bombycina
- Centaurea borbasii
- Centaurea bordzilowski
- Centaurea borjae
- Centaurea bornmuelleri
- Centaurea borysthenica
- Centaurea bourlieri
- Centaurea bovina
- Centaurea breviceps
- Centaurea bridgesii
- Centaurea bruguierana
- Centaurea brulla
- Centaurea brunnea
- Centaurea bugellensis
- Centaurea bulbosa
- Centaurea busambarensis
- Centaurea cachinalensis
- Centaurea cadmea
- Centaurea calcitrapa
- Centaurea caliacrae
- Centaurea calocephala
- Centaurea calolepis
- Centaurea calva
- Centaurea camelorum
- Centaurea cana
- Centaurea cankiriensis
- Centaurea capillata
- Centaurea caprina
- Centaurea carduiformis
- Centaurea cariensiformis
- Centaurea cariensis
- Centaurea caroli-henrici
- Centaurea carolipauana
- Centaurea carratracensis
- Centaurea carrissoi
- Centaurea caspia
- Centaurea cassia
- Centaurea castellana
- Centaurea castriferrei
- Centaurea cataonica
- Centaurea ceballosii
- Centaurea centaurium
- Centaurea centauroides
- Centaurea cephalariseptimae
- Centaurea ceratophylla
- Centaurea chalcidicea
- Centaurea charrelii
- Centaurea chartolepis
- Centaurea cheirolepidoides
- Centaurea cheirolopha
- Centaurea chilensis
- Centaurea chrysantha
- Centaurea chrysocephala
- Centaurea chrysolepis
- Centaurea cineraria
- Centaurea circassica
- Centaurea cithaeronea
- Centaurea citricolor
- Centaurea clementei
- Centaurea codringtonii
- Centaurea collina
- Centaurea congesta
- Centaurea conocephala
- Centaurea consanguinea
- Centaurea corbariensis
- Centaurea corensis
- Centaurea corinthiaca
- Centaurea coronata
- Centaurea corymbosa
- Centaurea coutinhoi
- Centaurea cristata
- Centaurea crithmifolia
- Centaurea croatica
- Centaurea crocata
- Centaurea crocodylium
- Centaurea cuneifolia
- Centaurea cuspidata
- Centaurea cyanifolia
- Centaurea cylindrocephala
- Centaurea cynara
- Centaurea cyprensis
- Centaurea cyrenaica
- Centaurea damascena
- Centaurea daralagoezica
- Centaurea davisii
- Centaurea debdouensis
- Centaurea debeauxii
- Centaurea decipiens
- Centaurea decurrens
- Centaurea deflexa
- Centaurea degeniana
- Centaurea delbesiana
- Centaurea delicatula
- Centaurea delucae
- Centaurea demirizii
- Centaurea derderiifolia
- Centaurea derventana
- Centaurea deusta
- Centaurea deustiformis
- Centaurea dhofarica
- Centaurea dianthoides
- Centaurea dichroa
- Centaurea dichroantha
- Centaurea diffusa
- Centaurea diluta
- Centaurea dimorpha
- Centaurea diomedea
- Centaurea djebel-amouri
- Centaurea doddsii
- Centaurea donetzica
- Centaurea doumerguei
- Centaurea drabifolia
- Centaurea drabifolioides
- Centaurea dschungarica
- Centaurea dubia
- Centaurea dubjanskyi
- Centaurea ducellieri
- Centaurea dumulosa
- Centaurea durieui
- Centaurea duvauxii
- Centaurea ebenoides
- Centaurea edith-mariae
- Centaurea elata
- Centaurea elbursensis
- Centaurea elegantissima
- Centaurea emigrantis
- Centaurea emporitana
- Centaurea endressii
- Centaurea ensiformis
- Centaurea epapposa
- Centaurea erinacella
- Centaurea eriophora
- Centaurea eryngioides
- Centaurea erythraea
- Centaurea esguevana
- Centaurea euxina
- Centaurea exarata
- Centaurea feichtingeri
- Centaurea fenzlii
- Centaurea ferox
- Centaurea filiformis
- Centaurea finazzeri
- Centaurea fischeri
- Centaurea floccosa
- Centaurea flosculosa
- Centaurea foliosa
- Centaurea formanekii
- Centaurea foucauldiana
- Centaurea foveolata
- Centaurea fragilis
- Centaurea fraylensis
- Centaurea friderici
- Centaurea furfuracea
- Centaurea fusiformis
- Centaurea gabrielae
- Centaurea gabrielis-blancae
- Centaurea gabrieljanae
- Centaurea gadorensis
- Centaurea galactochroa
- Centaurea galicicae
- Centaurea gattefossei
- Centaurea gaubae
- Centaurea gayana
- Centaurea geluensis
- Centaurea genesii-lopezii
- Centaurea gentyi
- Centaurea gerberi
- Centaurea gerhardii
- Centaurea ghahremanii
- Centaurea gigantea
- Centaurea gilanica
- Centaurea glaberrima
- Centaurea glaphyrocephala
- Centaurea glastifolia
- Centaurea globurensis
- Centaurea glomerata
- Centaurea gloriosa
- Centaurea golestanica
- Centaurea gontscharovii
- Centaurea grabowskiana
- Centaurea gracilenta
- Centaurea graeca
- Centaurea granatensis
- Centaurea grbavacensis
- Centaurea greuteri
- Centaurea grisebachii
- Centaurea grosii
- Centaurea guarensis
- Centaurea gubanovii
- Centaurea gudrunensis
- Centaurea gueryi
- Centaurea gulissaschvilii
- Centaurea gulissashwilii
- Centaurea hadacii
- Centaurea haenseleri
- Centaurea hajastana
- Centaurea hakkariensis
- Centaurea halacsyi
- Centaurea halophila
- Centaurea handelii
- Centaurea hanryi
- Centaurea haradjianii
- Centaurea haussknechtii
- Centaurea haynaldii
- Centaurea heldreichii
- Centaurea helenioides
- Centaurea hemiptera
- Centaurea heratensis
- Centaurea herbichii
- Centaurea hermannii
- Centaurea herminii
- Centaurea heterocarpa
- Centaurea hierapolitana
- Centaurea hohenackeri
- Centaurea hololeuca
- Centaurea holophylla
- Centaurea horrida
- Centaurea hurtadoi
- Centaurea hyalolepis
- Centaurea hybrida
- Centaurea hyrcanica
- Centaurea hyssopifolia
- Centaurea iberica
- Centaurea iconiensis
- Centaurea idaea
- Centaurea iljinii
- Centaurea illapelina
- Centaurea ilvensis
- Centaurea immanuelis-loewii
- Centaurea imperialis
- Centaurea incompleta
- Centaurea incompta
- Centaurea inermis
- Centaurea inexpectata
- Centaurea infestans
- Centaurea integrans
- Centaurea intricata
- Centaurea involucrata
- Centaurea ionica
- Centaurea ipecensis
- Centaurea iranshahrii
- Centaurea irritans
- Centaurea isaurica
- Centaurea ispahanica
- Centaurea jacea
- Centaurea jaennensis
- Centaurea janerii
- Centaurea jankae
- Centaurea jankaeana
- Centaurea japygica
- Centaurea jeffreyana
- Centaurea jimenezii
- Centaurea johnseniana
- Centaurea jordaniana
- Centaurea josiae
- Centaurea juncea
- Centaurea jurineifolia
- Centaurea kalambakensis
- Centaurea kandavanensis
- Centaurea kanitziana
- Centaurea kartschiana
- Centaurea kemulariae
- Centaurea kerneriana
- Centaurea khuzistanica
- Centaurea kilaea
- Centaurea kochiana
- Centaurea koeieana
- Centaurea koieana
- Centaurea kolczygini
- Centaurea konkae
- Centaurea kopet-daghensis
- Centaurea kosaninii
- Centaurea kotschyana
- Centaurea kotschyi
- Centaurea kryloviana
- Centaurea kubanica
- Centaurea kultiassovii
- Centaurea kunkelii
- Centaurea kurdica
- Centaurea lacerata
- Centaurea lachnopus
- Centaurea lactiflora
- Centaurea lactucifolia
- Centaurea lagascana
- Centaurea lainzii
- Centaurea lancifolia
- Centaurea lasiopoda
- Centaurea laureotica
- Centaurea lavrenkoana
- Centaurea laxa
- Centaurea legionis-septimae
- Centaurea leonidia
- Centaurea leptophylla
- Centaurea leucadea
- Centaurea leucomalla
- Centaurea leucomelaena
- Centaurea leucophaea
- Centaurea limbata
- Centaurea linaresii
- Centaurea linifolia
- Centaurea litardierei
- Centaurea litigiosa
- Centaurea litochorea
- Centaurea livonica
- Centaurea longepedunculata
- Centaurea longifimbriata
- Centaurea longispina
- Centaurea losana
- Centaurea loscosii
- Centaurea luristanica
- Centaurea luschaniana
- Centaurea lycaonica
- Centaurea lycopifolia
- Centaurea lydia
- Centaurea lyrata
- Centaurea macedonica
- Centaurea macrocephala
- Centaurea macroptilon
- Centaurea magistrorum
- Centaurea magocsyana
- Centaurea maireana
- Centaurea mairei
- Centaurea majorovii
- Centaurea malinvaldiana
- Centaurea mannagettae
- Centaurea margarita-alba
- Centaurea margaritacea
- Centaurea mariana
- Centaurea marmorea
- Centaurea maroccana
- Centaurea melanocephala
- Centaurea melanosticta
- Centaurea melitensis
- Centaurea mesopotamica
- Centaurea messenicolasiana
- Centaurea micevskii
- Centaurea micracantha
- Centaurea micrantha
- Centaurea microcarpa
- Centaurea microcephala
- Centaurea microcnicus
- Centaurea microlonchoides
- Centaurea microptilon
- Centaurea modesti
- Centaurea mollis
- Centaurea monacantha
- Centaurea moncktonii
- Centaurea monocephala
- Centaurea monodii
- Centaurea monticola
- Centaurea montis-borlae
- Centaurea mouterdei
- Centaurea movlavia
- Centaurea mucurensis
- Centaurea murbeckii
- Centaurea musakii
- Centaurea musarum
- Centaurea musimomum
- Centaurea mutabilis
- Centaurea mykalea
- Centaurea nana
- Centaurea napifolia
- Centaurea neicevii
- Centaurea nemecii
- Centaurea nemoralis
- Centaurea nervosa
- Centaurea nevadensis
- Centaurea nicolai
- Centaurea niederi
- Centaurea nigerica
- Centaurea nigra
- Centaurea nigrescens
- Centaurea nitens
- Centaurea nivea
- Centaurea nobilis
- Centaurea nouelii
- Centaurea numantina
- Centaurea nydeggeri
- Centaurea obtusifolia
- Centaurea obtusiloba
- Centaurea occasus
- Centaurea ochrocephala
- Centaurea odessana
- Centaurea odorata
- Centaurea odyssei
- Centaurea ognjanoffii
- Centaurea oltensis
- Centaurea olympica
- Centaurea omphalodes
- Centaurea omphalotricha
- Centaurea onopordifolia
- Centaurea oranensis
- Centaurea orientalis
- Centaurea oriolii-bolosii
- Centaurea ornata
- Centaurea orphanidea
- Centaurea ossaea
- Centaurea ovina
- Centaurea oxylepis
- Centaurea pabotii
- Centaurea paczoskii
- Centaurea palaestinica
- Centaurea pallescens
- Centaurea pamphylica
- Centaurea pangaea
- Centaurea paniculata
- Centaurea paphlagonica
- Centaurea papposa
- Centaurea paradoxa
- Centaurea parilica
- Centaurea parlatoris
- Centaurea parviflora
- Centaurea patula
- Centaurea paui
- Centaurea paulini
- Centaurea pauneroi
- Centaurea pawlowskii
- Centaurea paxorum
- Centaurea pectinata
- Centaurea pelia
- Centaurea pellucida
- Centaurea pentadactyli
- Centaurea peregrina
- Centaurea perrottettii
- Centaurea persica
- Centaurea pestalotii
- Centaurea pestalozzae
- Centaurea petri-montserratii
- Centaurea peucedanifolia
- Centaurea phaeolepis
- Centaurea phlomoides
- Centaurea phrygia
- Centaurea phyllopoda
- Centaurea pinae
- Centaurea pindicola
- Centaurea pineticola
- Centaurea pinetorum
- Centaurea pinnata
- Centaurea poculatoris
- Centaurea podospermifolia
- Centaurea poeltiana
- Centaurea polyclada
- Centaurea polymorpha
- Centaurea polyphylla
- Centaurea polypodiifolia
- Centaurea pomeliana
- Centaurea pontica
- Centaurea pouzinii
- Centaurea praecox
- Centaurea prespana
- Centaurea princeps
- Centaurea procurrens
- Centaurea prolongi
- Centaurea protogerberi
- Centaurea proto-margaritacea
- Centaurea pseudobovina
- Centaurea pseudocadmea
- Centaurea pseudohemiptera
- Centaurea pseudokotschyi
- Centaurea pseudoleucolepis
- Centaurea pseudomaculosa
- Centaurea pseudorhenana
- Centaurea pseudoscabiosa
- Centaurea pseudosinaica
- Centaurea pseudospinulosa
- Centaurea pseudreflexa
- Centaurea psilacantha
- Centaurea ptarmicoides
- Centaurea pterocaula
- Centaurea ptosimopappa
- Centaurea ptosimopappoides
- Centaurea pubescens
- Centaurea pugioniformis
- Centaurea pulchella
- Centaurea pullata
- Centaurea pulvinata
- Centaurea pumilio
- Centaurea pungens
- Centaurea pusilla
- Centaurea radichii
- Centaurea ragusina
- Centaurea ranensis
- Centaurea raphanina
- Centaurea razdorskyi
- Centaurea rechingeri
- Centaurea redempta
- Centaurea reducta
- Centaurea reflexa
- Centaurea regia
- Centaurea reichenbachii
- Centaurea renati
- Centaurea resupinata
- Centaurea rhaetica
- Centaurea rhizantha
- Centaurea rhizocalathium
- Centaurea riaeana
- Centaurea richteriana
- Centaurea rigescens
- Centaurea rigida
- Centaurea ropalon
- Centaurea rothmaleriana
- Centaurea rouyi
- Centaurea rufidula
- Centaurea rumelica
- Centaurea rupestris
- Centaurea rutifolia
- Centaurea sagredoi
- Centaurea salicifolia
- Centaurea salicina
- Centaurea saligna
- Centaurea salonitana
- Centaurea sanctae-barbarae
- Centaurea santamariae
- Centaurea sarandinakiae
- Centaurea sarfattiana
- Centaurea savranica
- Centaurea saxicola
- Centaurea scabiosa
- Centaurea scannensis
- Centaurea schimperi
- Centaurea schmidii
- Centaurea schousboei
- Centaurea scillae
- Centaurea sclerolepis
- Centaurea scoparia
- Centaurea scopulorum
- Centaurea scripczinskyi
- Centaurea segimonensis
- Centaurea semijusta
- Centaurea senegalensis
- Centaurea sennenii
- Centaurea sergii
- Centaurea sericea
- Centaurea seridis
- Centaurea serratula
- Centaurea serrulata
- Centaurea setosa
- Centaurea shouilea
- Centaurea sicula
- Centaurea sieheana
- Centaurea simonescui
- Centaurea simonkaiana
- Centaurea simplicaulis
- Centaurea simulans
- Centaurea sinaica
- Centaurea sintenisiana
- Centaurea sipylea
- Centaurea sirdjanica
- Centaurea sivasica
- Centaurea solstitialis
- Centaurea sophiae
- Centaurea soskae
- Centaurea speciosa
- Centaurea spectabilis
- Centaurea sphaerocephala
- Centaurea spicata
- Centaurea spinosa
- Centaurea spinosociliata
- Centaurea spruneri
- Centaurea stapfiana
- Centaurea stellata
- Centaurea stereophylla
- Centaurea sterilis
- Centaurea steveniana
- Centaurea stevenii
- Centaurea stoebe
- Centaurea stramenticia
- Centaurea subciliaris
- Centaurea subdiffusa
- Centaurea subjacea
- Centaurea subsericans
- Centaurea subtilis
- Centaurea subulata
- Centaurea sulphurea
- Centaurea sylvatica
- Centaurea szovitsiana
- Centaurea tadshicorum
- Centaurea takhtajanii
- Centaurea takredensis
- Centaurea taliewii
- Centaurea tamanianiae
- Centaurea tardiflora
- Centaurea tatayana
- Centaurea tauromenitana
- Centaurea tauscheri
- Centaurea tenacissima
- Centaurea tenoreana
- Centaurea tenorei
- Centaurea tenuiflora
- Centaurea ternilli
- Centaurea thasia
- Centaurea theryi
- Centaurea thessala
- Centaurea thracica
- Centaurea thuillieri
- Centaurea toletana
- Centaurea tomentella
- Centaurea tommasinii
- Centaurea tomorosii
- Centaurea torreana
- Centaurea tossiensis
- Centaurea tougourensis
- Centaurea trachonitica
- Centaurea transcaucasica
- Centaurea triamularia
- Centaurea trichantha
- Centaurea trichocephala
- Centaurea trinervia
- Centaurea triniifolia
- Centaurea tuntasia
- Centaurea turgaica
- Centaurea turkestanica
- Centaurea tweediei
- Centaurea tymphaea
- Centaurea ultreiae
- Centaurea uniflora
- Centaurea urgellensis
- Centaurea urumovii
- Centaurea urvillei
- Centaurea ustulata
- Centaurea wagenitzii
- Centaurea valdesii-bermejoi
- Centaurea valentina
- Centaurea vallesiaca
- Centaurea wallichiana
- Centaurea vandasii
- Centaurea vanensis
- Centaurea vankovii
- Centaurea varnensis
- Centaurea vatevii
- Centaurea vavilovii
- Centaurea wendelboi
- Centaurea veneris
- Centaurea verbascifolia
- Centaurea vermia
- Centaurea vermiculigera
- Centaurea verutum
- Centaurea wettsteinii
- Centaurea wiedemanniana
- Centaurea willkommii
- Centaurea virgata
- Centaurea visianii
- Centaurea vlachorum
- Centaurea woronowii
- Centaurea xaveri
- Centaurea xeranthemoides
- Centaurea xylobasis
- Centaurea yemensis
- Centaurea yozgatensis
- Centaurea zeybekii
- Centaurea zlatarskyana
- Centaurea zubiae
- Centaurea zuccariniana